# پاتریک رولی
پاتریک رولی (فرانسوی: Patrick Revelli‎؛ زادهٔ ۲۲ ژوئن ۱۹۵۱) بازیکن سابق فوتبال اهل فرانسه است.
از باشگاه‌هایی که در آن بازی کرده‌است می‌توان به باشگاه فوتبال سوشو، باشگاه فوتبال کن، و باشگاه فوتبال سن-اتین اشاره کرد.
وی همچنین در تیم ملی فوتبال فرانسه بازی کرده‌است.